# Aníbal (futebolista)
Aníbal Saraiva Júnior (Rio de Janeiro, 20 de outubro de 1932 — Brodowski, 23 de julho de 2012), conhecido mononimamente como Aníbal, foi um futebolista brasileiro que atuava como goleiro.

## Carreira
Começou sua carreira em 1952, pelo Olaria. Em 1954, transferiu-se para o Flamengo, clube que defendeu até 1956, conquistando o tricampeonato carioca, em 1955. Em 1957, pelo Santa Cruz, conquistou o título do supercampeonato pernambucano de 1957. Entre 1958 a 1960, Anibal defendeu o gol do Palmeiras, onde era o reserva imediato de Valdir Joaquim de Moraes, inclusive na campanha do título do campeonato estadual de 1959.
Após sua passagem pelo Palmeiras, Aníbal transferiu-se para outro alviverde, Sporting de Portugal. Na Europa o jogador conquistou a Taça Cidade de Lisboa e do Troféu Tereza Herrera.
Voltando do velho continente, vestiu a camisa do Comercial de Ribeirão Preto, onde afirma ter defendido o primeiro pênalti perdido por Pelé. No clube de Ribeirão, foi reserva de Jaime Giollo, tradicional goleiro do clube. Transferiu-se para a Ponte Preta, em 1964, time em que encerrou a carreira, em 1965.

## Morte
Morreu em 23 de julho de 2012, de infarto em Brodowski.

## Títulos
Flamengo
- Campeonato Carioca: 1955

Santa Cruz
- Campeonato Pernambucano: 1957
- Super Campeonato Pernambucano: 1957

Palmeiras
- Campeonato Paulista: 1959[10]

Sporting
- Taça de Honra: 1961-62

### Outras conquistas
Flamengo
- Torneio Internacional do Rio de Janeiro: 1955

Palmeiras
- Torneio Roberto Ugolini: 1959, 1960

Sporting
- Troféu Teresa Herrera: 1961